# Scandisk
ScanDisk es un software creado por Symantec, adquirida posteriormente por Microsoft, para incorporarlo junto a sus sistemas operativos MS-DOS a partir de la versión 6, y Windows 95, 98, ME.
Scandisk sirve para comprobar en el ordenador tanto la integridad de la superficie física de su disco duro como la integridad del sistema de archivos almacenado en él.
Los sistemas Windows basados en la plataforma NT no incluyen esta aplicación, pero permiten analizar el disco utilizando otra aplicación similar creada por Microsoft y llamada CHKDSK.
Aunque ScanDisk no puede revisar discos NTFS, y no está disponible en sistemas basados en Windows NT como Windows XP, etc porque CHKDSK esta más concentrado en sistemas basados con Windows NT.